# Silvano Vigni
(Silvano Vigni, dal libro I trenta assassini)
Silvano Vigni detto Bastiano (Monteroni d'Arbia, 7 agosto 1954) è un fantino italiano.

## La carriera paliesca
La fama di Bastiano si lega al Palio di Siena, manifestazione della quale è stato uno dei più grandi fantini della seconda metà del novecento. Dopo la consueta maturazione nelle corse provinciali, Bastiano giunge a Siena nel momento di massima gloria di Aceto. Per il Palio di Provenzano del 1978 (rinviato al 3 luglio per pioggia) lo chiama la Selva, contrada che nutre poche pretese per la carriera. In sorte al rione di Vallepiatta è infatti toccato Urbino de Ozieri, barbero che ha già disputato un solo palio, quello di agosto dell'anno prima con la Chiocciola, senza però entusiasmare. La carriera di Bastiano è un capolavoro: da una mossa lunga e difficile, l'esordiente fantino prende la testa e, consapevole della potenza di Urbino, lancia il cavallo in una corsa che lo vedrà in testa per tutti i tre giri, insidiato solo da un altro fantino esordiente, Cianchino del Montone. Bastiano diventa così l'ottantesimo fantino della storia del Palio (dalle origini ad oggi) ad aver vinto all'esordio, impresa dopo di lui riuscita solo a Giuseppe Pes detto il Pesse il 2 luglio 1982, il 2 luglio 1989 a Dario Colagè detto il Bufera, ad Antonio Villella detto Sgaibarre il 2 luglio 2003 e il 16 agosto 2007 a Jonathan Bartoletti detto Scompiglio.
Nell'agosto 1978 Bastiano corre per il Nicchio sullo sconosciuto barbero Saputello. Il favorito è Aceto, nell'Istrice su Rimini, ma il vero avversario nella carriera sarà di nuovo Cianchino, che corre nella Pantera proprio con Urbino. Cianchino prende subito la testa e il fulmineo barbero gli consentirà di condurre per tutta la corsa, rintuzzando i tentativi di recupero di Bastiano che giunge secondo.
Il 1979 è meno magnanimo per Bastiano, che corre ambedue le carriere per la Selva, ma non vince (ad agosto nuova vittoria di Urbino, che verrà da lì in poi definitivamente scartato per manifesta superiorità). La seconda vittoria giunge invece l'anno dopo, in occasione del Palio straordinario del 7 settembre 1980, indetto per celebrare il VI centenario della morte di Santa Caterina da Siena. Bastiano veste nuovamente il giubbetto della Selva e il cavallo da montare è uno dei più forti di sempre, Panezio. Per tale motivo la Selva è sulla carta una delle grandi favorite della carriera, a fianco del Drago, che si affida al fantino Grinta su Rimini. La mossa è difficilissima: si tratta di un "Palio delle quattro contrade verdi" (Oca, Bruco, Drago e Selva) e la tradizione senese vuole che le mosse in simili casi siano ardue. In effetti il mossiere Ulrico Ricci deve mandar fuori dai canapi le contrade ben 8 volte, prima di trovare, al nono tentativo, l'allineamento giusto. Selva e Drago, come da pronostico, prendono subito la testa, ma al primo Casato Grinta vola sul tufo, lasciando via libera a Bastiano, che porta il drappellone in Vallepiatta.
A luglio 1981 Bastiano corre per l'Aquila, grande favorita con Rimini. Alla mossa però il Drago, al nono posto con Canapino su Torquato Tasso, ostacola in modo decisivo l'Aquila all'ottavo, probabilmente per favorire la contrada di rincorsa, la Chiocciola, altra favorita con Aceto su Panezio. Così, quando Aceto entra, scattano prime Giraffa, Pantera, Bruco e Oca, mentre l'Aquila arranca in ultima posizione. Bastiano però non demorde e, approfittando di alcune cadute, si porta in breve in seconda posizione, lanciandosi all'inseguimento della Giraffa. All'inizio del terzo giro il sorpasso avviene e Bastiano vince per l'Aquila un Palio che sembrava ormai perso.
Il successo toglie ogni ombra sulla classe di Bastiano, tanto è che a luglio 1982 la Torre si affida a lui per montare nuovamente Rimini e tornare alla vittoria dopo 21 anni di digiuno. I presupposti per farcela ci sono tutti, ma l'ottimismo torraiolo è bruscamente spezzato quando, a poche ore dalla carriera, Rimini si infortuna e non può correre il Palio. Senza la Torre favorita, vince il Valdimontone con la giovane promessa Giuseppe Pes detto il Pesse su Cuana. Ad agosto dello stesso anno la Torre riceve in sorte proprio Cuana e chiama nuovamente Bastiano: ma la sfortuna si è decisamente accanita sulla contrada di Salicotto e la carriera di Bastiano è ben al di sotto delle aspettative.
L'anno dopo Bastiano corre a luglio per il Leocorno. Di nuovo il fantino toscano monta un barbero velocissimo, Benito. Il 3 luglio (il 2 la carriera era stata rimandata per l'invasione della pista da parte di alcuni contradaioli della Chiocciola), dopo una partenza fulminea dell'Onda, proprio il Leocorno prende il comando, seguito dal Bruco con il Pesse su Ascaro. La lotta tra Bastiano e il Pesse è serrata, e al secondo Casato il primo cade, lasciando Benito scosso al comando. Il cavallo lecaiolo continua imperterrito e vince il Palio in una strepitosa volata dove ha la meglio sul Bruco e sulla Giraffa in gran rimonta. Anche se caduto, Bastiano ha comunque vinto il suo quarto Palio e i lecaioli lo portano in trionfo.
Gli anni seguenti però non sono facili. Complici gli ultimi acuti di Aceto e gli anni d'oro di Cianchino e del Pesse, Bastiano non riesce più a vincere nulla, fino al 1990. Quell'anno corre a luglio per la Giraffa e il barbero è un ottimo soggetto, il velocissimo Galleggiante. La corsa non ha storia e Bastiano conduce per tutta la carriera, grazie anche alla pessima partenza del favorito Montone (con il Pesse su Figaro) e al reciproco ostacolo delle inseguitrici Torre e Oca. Bastiano coglie così la sua quinta vittoria, che però sarà anche l'ultima.
Dopo il successo con la Giraffa, disputa altre sette carriere (l'ultima il 2 luglio 1996 con la Selva), poi decide di abbandonare la corsa senese.

## Presenze al Palio di Siena
Bastiano ha ottenuto in Piazza del Campo cinque vittorie su trenta carriere disputate. Ha portato alla vittoria due volte la Selva e una volta ciascuna Aquila, Leocorno e Giraffa. Ha anche corso per Nicchio, Torre, Montone, Bruco, Lupa, Chiocciola ed Istrice.
Le vittorie sono evidenziate ed indicate in neretto.
| Palio             | Contrada     | Cavallo            | Note      |
| ----------------- | ------------ | ------------------ | --------- |
| 3 luglio 1978     | Selva        | Urbino de Ozieri   |           |
| 16 agosto 1978    | Nicchio      | Saputello          |           |
| 4 luglio 1979     | Selva        | Saputello          |           |
| 16 agosto 1979    | Selva        | Utrillo            |           |
| 2 luglio 1980     | Selva        | Speranza II        | scosso    |
| 17 agosto 1980    | Nicchio      | Putnik             | scosso    |
| 7 settembre 1980  | Selva        | Panezio            |           |
| 2 luglio 1981     | Aquila       | Rimini             |           |
| 16 agosto 1981    | Selva        | Ascaro de Terralba | scosso    |
| 2 luglio 1982     | Torre        | Rimini             | Non corre |
| 16 agosto 1982    | Torre        | Cuana              |           |
| 3 luglio 1983     | Leocorno     | Benito III         | scosso    |
| 16 agosto 1983    | Leocorno     | Benito III         | scosso    |
| 2 luglio 1984     | Valdimontone | Panezio            |           |
| 16 agosto 1984    | Torre        | Tom                |           |
| 2 luglio 1986     | Torre        | Benito III         |           |
| 13 settembre 1986 | Nicchio      | Figaro             |           |
| 2 luglio 1987     | Chiocciola   | Brandano           | scosso    |
| 16 agosto 1987    | Chiocciola   | Figaro             |           |
| 2 luglio 1988     | Bruco        | Inola              | scosso    |
| 16 agosto 1988    | Lupa         | Lespin             |           |
| 2 luglio 1989     | Bruco        | Pytheos            | scosso    |
| 16 agosto 1989    | Chiocciola   | Germanu            | scosso    |
| 2 luglio 1990     | Giraffa      | Galleggiante       |           |
| 16 agosto 1990    | Giraffa      | Euro               | scosso    |
| 16 agosto 1991    | Chiocciola   | Etrusco            | scosso    |
| 3 luglio 1992     | Giraffa      | Benito III         | scosso    |
| 16 agosto 1992    | Bruco        | Galleggiante       | scosso    |
| 16 agosto 1993    | Leocorno     | Oriolu de Zamaglia | scosso    |
| 2 luglio 1994     | Istrice      | Best Ford          | scosso    |
| 2 luglio 1996     | Selva        | Maranello          |           |